# District de Dharmapuri
Le district de Dharmapuri (Tamoul: தர்மபுரி மாவட்டம்) est un des 32 districts du Tamil Nadu en Inde.

## Géographie
Son chef-lieu est la ville de Dharmapuri, connue à l'époque de sangam et aux siècles suivants sous le nom de Takatūr.
Au recensement de 2011 sa population était de 1 506 843 habitants pour une superficie de 4 497 km2.